# Браганса
Вижте пояснителната страница за други значения на Браганса.
Браганса (на португалски: Bragança) е град в североизточна Португалия, център на традиционния окръг Браганса. През Средновековието градът става център на едноименно херцогство, от владетелите на което произлиза последната португалска кралска династия. Населението на Браганса е около 14 хиляди души.